# Ільїнська сільська рада (Шелаболіхинський район)
Ільї́нська сільська рада (рос. Ильинский сельский совет) — сільське поселення у складі Шелаболіхинського району Алтайського краю Росії.
Адміністративний центр — село Ільїнка.

## Населення
Населення — 677 осіб (2019; 742 в 2010, 851 у 2002).

## Склад
До складу сільської ради входять:
| Населений пункт | Населення, осіб (2002) | Населення, осіб (2010) |
| --------------- | ---------------------- | ---------------------- |
| Ільїнка, село   | 761                    | 661                    |
| Лугове, село    | 90                     | 81                     |